# Ghiaccio XII
Il ghiaccio XII è una fase metastabile, densa, cristallina di acqua solida, un tipo di ghiaccio. Il ghiaccio XII fu descritto per la prima volta nel 1996 da C. Lobban, J. L. Finney e W. F. Kuhs e, dopo un'iniziale cautela, fu identificato correttamente nel 1998.
Fu ottenuto per la prima volta raffreddando l'acqua liquida a 260 K (−13 °C) a una pressione di 0,55 gigapascal (5.400 atm). Si scoprì che il ghiaccio XII esisteva dentro la regione della stabilità di fase del ghiaccio V. Le successive ricerche mostrarono che poteva essere creato anche al di fuori di quell'intervallo. Il ghiaccio XII puro può essere creato dal ghiaccio Ih a 77 K (−196,2 °C) mediante compressione rapida (0,81-1,00 GPa/min) o riscaldando il ghiaccio amorfo ad alta densità a pressioni tra 0,8 e 1,6 gigapascal (da 7.900 a 16.000 atm). La forma del ghiaccio XII con protoni ordinati è il ghiaccio XIV.
Sebbene sia simile per densità al (1,29 g/cm3 a 127 K (−146 °C)) al ghiaccio IV (che si trova anche nello spazio del ghiaccio V), esiste come cristallo tetragonale. Topologicamente è un miscuglio di anelli a sette e otto membri, una rete 4-connessa (un involucro sferico a 4 coordinate), la disposizione a maggiore densità possibile senza l'interpenetrazione dei legami a idrogeno.
Il comune ghiaccio d'acqua è noto come ghiaccio Ih (nella nomenclatura di Bridgman). Diversi tipi di ghiaccio, dal ghiaccio II al ghiaccio XV, sono stati creati in laboratorio a diverse temperature e pressioni.

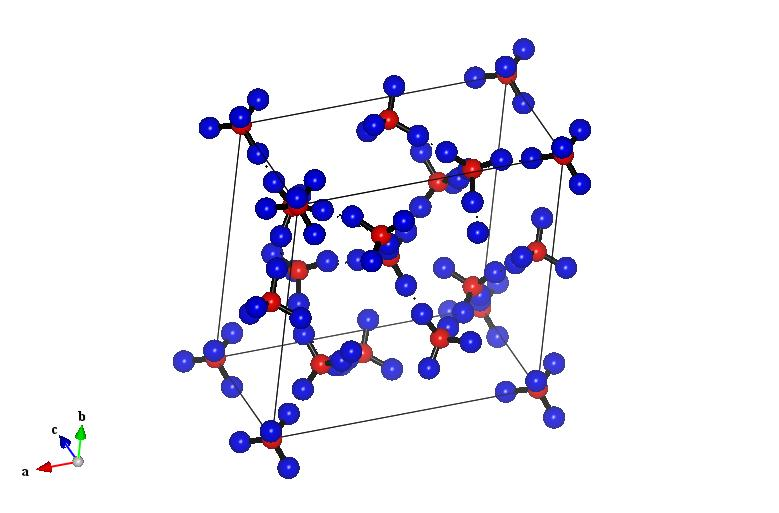
La struttura cristallina del ghiaccio XII